# 利莫內斯 (巴魯區)
利莫內斯（西班牙語：Limones），是巴拿馬的城鎮，位於該國西部，由奇里基省的巴魯區負責管轄，面積53.8平方公里，海拔高度3米，2010年人口1,040，人口密度每平方公里19.3人。